# مسألة خلط الماء والعصير
تبدأ مسألة خلط الماء والعصير مع برميلين من نفس الحجم يحوي أحدهما على ماء والآخر على عصير، يُؤخذ ما مقداره كأس من برميل العصير ويضاف إلى برميل الماء، وبعدها يُعاد كأس من مخلوط الماء والعصير الناشئ إلى برميل العصير، بهذه العملية يتم الحفاظ على حجم الشراب في كلا البرميلين، الآن أي البرميلين يحوي شراباً أكثر نقاءً ؟ 
يمكن حل المسألة بدون الحاجة لمعرفة مقدار حجم الماء وحجم العصير استناداً فقط إلى أن حجمها يظل متساوي طيلة العملية، أيضاً لا يؤثر حجم الكأس على المسألة ولا عدد المرات التي ننقل فيها الماء والعصير بين البرميلين، إضافة إلى أن المسألة لا تهتم بالفروق في الخصائص الفيزيائية و الكيميائية للشراب المستخدم أكان ماءً أو عصيراً أم كان زيتاً وخمراً.

## المسألة في التاريخ
ذكر عالم الرياضيات البريطاني روس بول أحجية خلط الماء والعصير في الطبعة الثالثة – طبعة عام 1988م- من كتاب تسالي ومسائل الرياضيات في الحاضر والماضي تحت اسم أحجية خلط الماء والنبيذ (بالإنجليزية: Wine/water mixing problem)‏، غُير الاسم عند الترجمة للعربية مراعاة للأعراف السائدة في المجتمع العربي، إضافة إلى ذلك يُقال أن الأحجية كانت مسألة محببة للكاتب الإنجلزي لويس كارول.

## الحل
يمكن حل المسألة بتتبع ما يحدث في كل مرحلة خطوة بخطوة: 
| تركيز الماء = | حب - حم |
| تركيز الماء = | حب      |

| تركيز العصير = | حب - حم |
| تركيز العصير = | حب      |

يوجد حل آخر يعتمد على قانون حفظ المادة، فالمادة لا تفنى ولا تُستحدث من عدم وعليه فإن حجم الماء في برميل العصير يساوي حتماً حجم العصير في برميل الماء وهذا يستلزم أن الخليطين في كل برميل لهما نفس الدرجة من النقاوة وهنا بعض التوضيح:
قبل العملية: حجم الماء في برميل الماء = الماء الذي سيبقى في برميل الماء +  الماء الذي سينقل إلى برميل العصير

بعد العملية: حجم مخلوط الماء والعصير في برميل الماء =  الماء الذي بقي في برميل الماء + العصير الذي نُقل إلى برميل الماء
وحيث أن الحجم يبقى ثابتاً، فإن حجم الماء في برميل العصير يساوي حجم العصير في برميل الماء.

### توضيح بالأعداد
| برميل الماء                                     | برميل العصير                       |
| ----------------------------------------------- | ---------------------------------- |
| 20 لتر ماء                                      | 20 لتر عصير                        |
| انقل 4 لترات عصير إلى اليمين                    |                                    |
| 24 لتر ماء (20 لتر ماء و 4 لترات عصير)          | 16 لتر عصير                        |
| انقل 4 لترات (3 لترات ماء ولتر عصير) إلى اليسار |                                    |
| 20 لتر (17 لتر ماء و 3 لترات عصير)              | 20 لتر (17 لتر عصير و 3 لترات ماء) |

## اقرأ أيضاً
- معضلة المربع المفقود
- لغز المساجين و القبعات
- لغز القبعات البيضاء والسوداء
- لغز الجسر والفانوس
- بطولة الألغاز العالمية